# Alessandro Cittadini
Alessandro Cittadini (Perugia, 2 gennaio 1979) è un cestista e allenatore di pallacanestro italiano.

## Carriera cestistica

### Club
Tesserato dalla Fortitudo Bologna nel 1997, ha esordito in Serie A il 21 dicembre 1997 contro Reggio Emilia (102-78).
Nelle competizioni europee di club, il suo miglior risultato finora è stato il quarto posto nell'Eurolega Fiba della stagione 1998-99 (63-74 contro l'Olympiakos).
Dal 2000 al 2002 gioca in Serie A2 prima con Livorno e poi con Reggio Emilia.
Dal 2002 ritorna in Serie A con la maglia di Reggio Calabria dove resta sino al 2004; poi 2003-04 a Napoli e 2004-05 a Teramo.
Dalla stagione 2005-06 fino al marzo del 2007 ha giocato nella Carpisa  con cui ha vinto la Coppa Italia 2006.
Dal marzo del 2007 si è trasferito per un breve periodo alla Nuova Sebastiani Basket Rieti in Legadue aiutandola a vincere il campionato e ad ottenere la promozione in Lega A.
Alla fine di giugno del 2007 il cestista perugino firma un contratto che lo lega alla Fortitudo Bologna, squadra con cui aveva esordito, dove resta per tre stagioni: nel 2007-2008 resta in serie A; nel 2008-2009 dalla serie A retrocede in Legadue e nella stagione 2009-2010 (disputata in Serie A Dilettanti) ottiene la promozione in Legadue.
Nell'estate del 2010 firma un contratto biennale che lo lega alla Dinamo Basket Sassari ma che verrà rescisso nell'estate 2011.
Durante l'agosto del 2011 scende di categoria trasferendosi in Campania dove firma con la Pallacanestro Sant'Antimo Igea, formazione neopromossa in Legadue.
Il 23 luglio 2012 firma con il Barcellona Pozzo di Gotto sempre in Legadue, con cui disputa i play-off per la Serie A. Il 12 luglio 2014 firma per il Basket Brescia Leonessa, squadra di cui è stato anche capitano dalla stagione 2015-2016, a fine stagione tramite i playoff conquista la promozione in A con Brescia dopo 28 anni.
Il 18 novembre 2016 lascia Brescia dopo quasi due anni e mezzo, per firmare con la Pallacanestro Trieste società di Legadue. Con la società alabardata nella stagione 2017/2018, conquista la promozione in Serie A e la Supercoppa di categoria.
Nel giugno del 2019 all'età di 40 anni annuncia il suo ritiro dall'attività agonistica. Entrando a far parte del coaching staff di Trieste.
Il 12 dicembre 2019, a seguito delle dimissioni dal ruolo di Alberto Mezzetti, assume l'incarico di assistente allenatore dell'Allianz Trieste, formazione militante nella prima serie professionistica maschile italiana di pallacanestro.
Il 7 agosto dello stesso anno torna a giocare all'età di 41 anni e mezzo, dopo oltre un anno di inattività, firmando in SERIE C con la Cestistica Civitavecchia.
Dal 4 al 6 settembre 2020 partecipa alle Finali Nazionali Sand Basket (basket sulla sabbia) nuova disciplina sportiva nata in Italia e riconosciuta dall' AICS classificandosi terzo con la sua squadra. Diventa testimonial della disciplina ed entra di diritto nello staff nazionale del Sand Basket.
Nell'estate del 2021 firma, sempre in Serie C Gold Lazio, con la Pallacanestro Stella Azzurra Viterbo, società nella quale riveste anche il ruolo di allenatore di alcune squadre giovanili.

### Nazionale
Con la nazionale italiana di pallacanestro ha vinto il bronzo agli Europei del 2003, nonché l'oro ai Giochi del Mediterraneo disputatisi ad Almería nel 2005.

## Palmarès
- Campionato italiano dilettanti: 2

Basket Brescia Leonessa: 2015-16
Pallacanestro Trieste 2004: 2017-18
- Coppa Italia: 1

Basket Napoli: 2006
- Supercoppa LNP: 1

Pall. Trieste: 2017

### Nazionale
- Europei: 
 Svezia 2003
- Giochi del Mediterraneo: 
 Almería 2005
 Tunisi 2001